# Виноград (Городенківська міська громада)
Виногра́д — село в Україні, у Городенківській міській громаді Коломийського району Івано-Франківської області.
Відповідно до Розпорядження Кабінету Міністрів України від 12 червня 2020 року № 714-р «Про визначення адміністративних центрів та затвердження територій територіальних громад Івано-Франківської області» увійшло до складу Городенківської міської громади.

## Етимологія
Існує версія, що краї наші були багаті в давнину на різного звіра. Князі та вельможі влаштовували полювання. Одного разу мисливці натрапили на стадо диких свиней, їм вдалося вполювати багато здобичі із цього стада. На честь вдалого полювання був влаштований великий обід, на якому як випивку подавали тільки вино. Від того часу в цю місцевість пон-вельможа поселив свого родича, який започатковує поселення, і називають це місце Виноград, у знак того що тут було випито багато вина.

## Географія
Центральна дорога розділяє село на дві частини. У давні часи, кажуть, ця вулиця була головною дорогою, що з'єднувала Буковину та Прикарпаття. На південному заході від села розміщене урочище Владичина. Тут колись поселилися люди. Село було укріплене валом, який мав утруднити доступ до нього ворогові. Однієї ночі татари напали на поселення, і повністю спалили село. Ті, хто залишився в живих, не захотіли знову відбудовувати спалене село Владичину, а вирішили поселитися на сусідніх землях теперішнього села Виноград.
Через село проходить залізниця, що збудована у 1908 році, але тільки в 1991 році у селі було відкрито зупинний пункт потягів.

## Історія
Перша письмова згадка про село Виноград датується 1524 роком. У 1848 року було скасовано кріпосне право а Австро-Угорщині. В пам'ять про скасування панщини було споруджено два хрести. Але обидва цих хрести були знищені більшовиками.
Під час Першої світової війни село переходило кілька разів з рук в руки. Влада мінялась. Частину мешканців мобілізовали до австрійської армії. До 19 вересня 1939 року Виноград, як і вся Галичина, входила до складу Польщі. Після підписання пакту Молотова — Ріббентропа, та Польської кампанії 1939 року Вермахту а за нею й вторгнення СРСР до Польщі, її землі поділили між Німеччиною та Радянським Союзом. Село Виноград було окуповане Червоною Армією 19 вересня 1939 року. В селі почали показувати безкштовне кіно, влаштовували танці щовечора. Згодом комуністи наказали зняти всі ікони в хатах, і замість них почіпити портрети більшовицьких вождів. З цього приводу співали в селі пісню:
|  | Ані дратви, ані мила, Тільки образ ворошила. Ні сала, ні свині, Лише Сталін на стіні. |

У 1941 році в село увійшли частини Вермахту. Мешканців села вступали до лав Організації українських націоналістів, щоб боротися за незалежну українську державу. Також гестапівці заарештували Петра Луканюка. Суворий вирок: за вчинення опору загарбникам смертна кара через повішення. Загинув Луканюк у Львові, а Йосипа Дороша застрілили за селом Хвалибогою.
Ще більше жертв зазнав Виноград після другого приходу «червоних визволителів». В сутичці з ворогами загинув вояк УПА Іван Демидюк, у тюрмі — Іван Довжук, Микола Лоюк та інші. «Коли взяти число жертв з одного села, — писав громадський діяч Америки, виходець із Винограда Дмитро Демидюк, — та помножити його на сотні сіл і міст, то перед очима постає страшний образ народовбивства, якого ніколи ми, нащадки, не повинні забути».
Перша сільсьськогосподарська артіль була створена в с. Виноград весною 1948 року. Обробляла ця артіль 325 га землі, а решту землі до грудня 1948 року обробляли селяни одноосібники. Під натиском влади в грудні 1948 року більшість селян-одноосібників записалися до артілі. Так створені під натиском влади дві сільськогосподарські артілі проіснували до лютого 1951 року. Наприкінці лютого 1951 року дві Винограду об'єдналися і створили разом колгосп імені Жданова, а сільськогосподарська артіль села Хвалибога об'єдналася із такою ж артіллю села Остапківці і створили когосп імені Сталіна. Приблизно в такому вигляді проіснували колгоспи до кінця 1961 року. На початку 1962 року з ініціативи влади було проведено друге реформування сільськогосподарських підприємств внаслідок чого був створений колгосп «ДРУЖБА», до складу якого ввійшли землі села Виноград, Хвалибога, Острівець та Рогиня. Очолював цей колгосп виходець із села Виноград Вівчарик Петро Васильович, який до цього працював головою колгоспу у селі Острівець. На початку 1966 року від колгоспу «ДРУЖБА» були від'єднані села Острівеь та Рогиня. Весною 1972 року новим головою колгоспу став Прінько Леонід Іванович.
У березні 1976 року з ініціативи влади було проведено чергове реформування, внаслідок якого було створено колгосп «Радянське Прикарпаття», до складу якого ввійшли землі сіл Виноград, Руднівка, Росохач та Прикмище. Очолив новостворене господарство виходець із села Поточище Андрейко Василь Миколайович, який до цього працював головою колгоспу в селі Росохач. В лютому 1982 року колгосп «Радянське Прикарпаття» роз'єднали і новостворений колгосп «ДРУЖБА» в селі Виноград очолив виходець із села Вікно Гевюк Мирослав Федорович. В листопаді 1990 року головою колгоспу «ДРУЖБА» був обраний виходець із села Остапківці Яцик Ярослав Миколайович, який до того часу працював головним агрономом у цьому ж господарстві.

### Земля
Після скасування кріпосного права в 1848 році, у Винограді землю розділили на 14 помірків. А вже у 1861-му багатий поляк Болоз Антонович викупив у селян урочище Бурдеї, що прилягало до його двора та ланів. Малоземельні та безземельні селяни мусили найматися до дуків.
У пам'яті односельців живе спогад про дідича Казимира Кобилянського. Він хотів, щоб робоча сила, яку наймав, була якнайдешевшою, — і зробив ставку на горілку. Її, запустивши гуральню, давав людям за роботу. Горілка тоді була дорогою. Деякі ж легкодухі з найманих працівників пили її як воду. Та давав дідич селянам горілку не безплатно, а за працю, за землю. Ця згубна пристрасть привела не одного до бідності.
Порядні, роботящі виноградські селяни вирішили не терпіти такому свавіллю Кобилянського і в 1905 році застрайкували. Страйковий комітет, який очолив Павло Демидюк, вимагав у дідича Кобилянського та його посесорів жидів Альтгайма і Геллера покінчити споювати селян, наймати їх жати у полі не менш ніж за десятий сніп. Гоноровий дідич розгнівався і повідомив староство в Коломиї: виноградці страйкують, селяни вимагають десятий сніп — дайте на підмогу військових. Приїхало до Винограда військо — дрогани. Ні сварок, ні побоїщ не було. Селяни вимагали свого і не виходили жати в поле. Вийшли туди замість них наймані працівники з Ланчина, Іванівців та інших сіл Коломийського повіту. Селяни поводилися спокійно, бо їхні вимоги були справедливими. Два дні військові побули в селі і поїхали геть. Кобилянському та його посесорам нічого не залишилося, як погодитися зрештою з вимогами страйкарів. Почали давати виноградцям десятий сніп, а спровадженим до села — тринадцятий. Але щоб доказати селянину, що й вони чогось варті, заарештували на півроку голову страйкового комітету Павла Демидюка.
У травні 1908-го у Винограді засновують філію «Каси Стефанчика». Головою управи каси обрали на засновних зборах отця Костянтина Цісика, його заступником — Павла Демидюка, а касиром — Михайла Микитюка. Степанові Михайлищуку і Степанові Волинському довірили бути членами управи. При касі діяла надзірна рада. Олександр Дем'янчук, управитель школи в Острівці, був обраний головою ради, а вчитель із Хвалибоги Василь Чорномаза — секретарем. Членом каси міг бути лише християнин, мешканець однієї з трьох громад, що належали до виноградської парафії. Члени управи та надзірної ради малли дбати, щоб членами каси стали люди чесні і тверезі. Не одному селянинові каса допомогла вирватися із залежності від лихварів, призвичаїтись до тверезості і купити коня або корову, поле або город, бо давали позику лише на цілі піднесення господарства. На непродуктивні цілі — весілля, хрестини тощо її не давали. Строгий був статут каси. Тому, кому давали позику, не дозволялося йти до корчми зі свідками на могорич, бо управа на підставі «Скрипту довжного» могла будь-якої хвилини відкликати позику загалом. Довгі роки члени каси сплачували позичені суми точно зі статутом. За час її існування не було жодного селянина, який би невчасно розрахувався.

## Населення

### Мова
Розподіл населення за рідною мовою за даними перепису 2001 року:
| Мова       | Кількість | Відсоток |
| ---------- | --------- | -------- |
| українська | 1089      | 99.63%   |
| російська  | 4         | 0.37%    |
| Усього     | 1093      | 100%     |

## Освіта та культура
Побудували школу в 1970 році за гроші місцевого сільськогосподарського підприємства колгоспу «ДРУЖБА», яким керував у ті часи Вівчарик Петро Васильович.
Біля школи знаходиться нова будівля дитячого садка на девяносто місць. Побудувало дитячий садок в 1995 році місцеве сільськогосподарське підприємство Спілка селян «ДРУЖБА», яким керував у ті часи Яцик Ярослав Миколайович.
У селі працює будинок «Просвіти» та бібліотека, приміщення клубу та бібліотеки реконструйовано в 1980 році, клуб розрахований на 250 місць. При будинку «Просвіти» діють такі гуртки та ансамблі:
- гурток хорового співу;
- вокальний гурток (дівчат);
- чоловічий ансамбль;
- художнє слово;
- дитячий ансамбль;
- вокально-інструментальний ансамбль.

Бібліотека села налічує 6500 книг.
Першим учителем у Виноградській школі був добродій Зелінський. 32 роки вчителював Михайло Микитюк. Виноградці розуміли значення освіти для селянина. Вони своїми силами у 1935-му збудували приміщення української школи. Високою є національна свідомість жителів села. Після 1935 р. в школі працювали такі відомі в окрузі вчителі, як Олександр Дем'янчук і Володимир Дорош. Першим помічником виноградських учителів був настоятель місцевої церкви Гнат Чомкевич. Та недовго випало йому очолювати шкільну раду — через підступну хворобу втратив зір. Головою ради обрали дідича — багатія Казимира Кобилянського. Він посідав цю громадську посаду довгі роки. І як предсідник шкільної ради дозволяв собі звільняти школярів від занять на час просапки цукрових буряків, збирання картоплі. Робота дітей в полі не була на користь їхній освіті. Хлопчиків і дівчаток використовували як дешеву робочу силу.
Питання освіти й національної свідомості для селян були тісно пов'язані з Церквою, священиками. На той час до виноградської парафії належали сільські громади Острівця та Хвалибоги, які мали свої церкви. У Винограді діяла материнна церква, а у Хвалибозі й Острівці — дочірні. Парохами церкви були представники родини Чомкевичів. Останнім парохом з цієї родини був отець Гнат. Чомкевичі говорили між собою не українською мовою, яку називали «хлопською», а польською або «волянком», себто мовою не то українською, не то московською.
Позаяк у Винограді не було кому дбати про національну свідомість, найсвідоміші селяни задумались над тим, щоби побудувати читальню. Особливо запалились цією ідеєю виноградські активісти Федір Сидір та Семен Демидюк. Але з чого почати? Отець Гнат Чомкевич не хотів допомогти громаді та й на старість втратив зір, — зайнятися освітньою роботою не було кому. Змінилося на краще, коли в село прийшов працювати отець Казимир Цісик (було це в 1902 році). Він прислухався до побажань активістів сільської громади й освятив місце під будівництво читальні «Просвіти». Отець Цісик разом з однодумцями почав гуртувати виноградців, зокрема молодих, навколо «Просвіти». Він приходив до читальні, яка розміщалася в хаті Онуфрія Михайлищука, у неділю, у свята, після вечірньої Служби Божої. Тут селяни читали газети, книжки, які приносили з повітової «Просвіти». Усе це не пропало марно — наприкінці XIX ст. громада Винограда почала набувати рис національної свідомості.
Однак читальня мала і противників, яких у селі прозвали «хрунями». Хтось з них підмовив Онуфрія Михайлищука, аби той вигнав читальню під тим приводом, що хата потрібна йому для проживання. Михайлищук послухався «хруня». Громада села затужила без читальні, яка стала для неї мовби рідною домівкою. Виноградці не мали вже де сходитися ні в неділю, ні в свята, ні у вільний час. Невдовзі активіст «Просвіти», місцевий війт Семен Демидюк дав згоду на те, щоб відкрити читальню в канцелярії громадського уряду. Але це не був вихід із становища. Вихід був один — збудувати нове приміщення читальні.
Війт Семен Демидюк видав ухвалу про те, щоби громада Винограда подарувала під будівництво церкви землю при гостинці, де встановлені хрест і капличка на честь скасування панщини. Коломийський повітовий відділ задовільнив ухвалу Виноградської громадської ради і видав дозвіл «заінтибулювати» цю площу на церкву. Отець К. Цісик, за згодою Станіславівської консисторії, подарував ту площу читальні. Виноградці почали звозити сюди будівельні матеріали, будова починала рости. Коли це побачив жид Мошко Шубер, то пішов до противника «Просвіти» дідича Кобилянського. Пан подався до Коломийського повіту, щоб урядовці перевірили і впевнилися в тому, що площа, де будується читальня, не є власністю церкви, бо церква не має на це «інтибуляції». Мовби грім серед ясного неба впав на громаду. Повітовий відділ анулював свою згоду на дарування площі церкві, а тим самим і читальні. Народна будова затихла.
Але недовго тішилися жид і пан. Війт села та отець Цісик знайшли правильне рішення. У церкві старшим братом був Федір Сидір — бідний, доброї хати не мав. Вони попросили його, щоб поїхав до Коломийського повіту за дозволом на продаж площі під будівництво хати.
Федір Сидір, старший уже чоловік, у повітовому відділі представився як бідний багатодітний житель Винограда. Просив, аби відділ задовільнив ухвалу громадської ради села щодо продажу йому площі 30-40 соток, бо він, поважний церковний брат, дарма що бідний, хоче на тій «парцелії» збудувати малу хату. Повітовий відділ задовільнив ухвалу. Площу інтабулювали як власність Ф. Сидора, який, маючи високу свідомість, віддав ту парцелію під читальню «Просвіти». Знову ожила у Винограді народна будова.
Тим часом ворог читальні пан Кобилянський намагався різними шляхами зірвати народну будову, вишукував усілякі перепони, але нічого не зміг зробити і восени 1909 року читальня «Просвіти» святкувала своє друге народження.
А щодо її злісних противників, то Михайло Семеняк, коли накривав дах, на червоному тлі дахівки виклав чорним напис «Проч хруні». Звістка про той напис блискавично рознеслася по селі. Хто вмів і хто не вмів читати, йшли дивитися на дахівку. Найбільше зачепило за живе пана Кобилянського та жидів. Напис на даху вони не змогли зірвати, бо читальня стояла при головній дорозі, навпроти сільського уряду, де вночі перебувала охорона, якій війт наказав пильнувати й читальню. Ті, хто проїжджав Виноградом, питали: «Проти кого скерований цей напис?» А почувши відповідь, разом з ними сміялися з хрунів. Цей напис змінив погляди у багатьох противників читальні. Аж через кілька років його стерли.
Якою була подальша доля сільської читальні? Про це знаходимо відомості в книзі, яка побачила світ кілька років тому. Як пише її автор Анатолій Грицан, у селі Винограді Коломийського повіту, де організатор «Сельробу» Микола Томчук й агітатор Прокіп Франкевич вели серед населення прокомуністичну пропаганду, під час обшуку читальні «Просвіти» польські жандарми знайшли заборонені часописи «Світло», «Наше слово», «Сельроб», «Правда». Як зазначалося в поліцейському донесенні, на її стінах були вивішені гасла «За робітничо-селянський рух!», «За землю без відшкодування!», «Пролетарі всіх країн, єднайтеся!», «Краще вмерти, ніж носити на руках кайдани!». В читальні збиралися члени Радикальної партії. Частина книг у бібліотеці, як сказано в протоколі обшуку, була проштампована печаткою з тризубом. Це дало підставу староству Коломийського повіту 24 липня 1924 року заборонити діяльність «Просвіти» у Винограді.
На зростання національної свідомості виноградців мав великий вплив сільський парох отець Казимир Цісик. 1905 р. тут засновують товариство «Січ», члени якого носили через плече червоні стрічки з написом «Товариство Січ с. Виноград». Це зближувало зі священиком, парафіянами членів «Січі». Вони зі сльозами на очах проводжали в останню путь отця Казимира Цісика — добру, щедру й душевну людину.

## Релігія
На території села діє УПЦ КП Архистратига Михаїла, яка побудована в 1875 році.
Церква, яка сьогодні збереглася в селі  зведена у 1873 році, ймовірно, замість попередньої деревяної церкви з XVIII ст., освячена 1875 року (за іншими даними - в 1873 році). Розписана і оновлена в 1898 і 1985 роках. Була парафіяльною.
Усі мешканці села сповідують православ'я. Престольне свято в селі в день Архистратига Михаїла, 21 листопада, священик — Іван Мороз. Цвинтарів два, навколо церкви старий, та на околиці села в урочищі «Задні гони» новий, який продовжується як діючий.
В давнину не щастило виноградцям на священиків. Після смерті отця Цісика на парафію направили отця Гвоздика. Але тиф скосив життя молодого душпастиря. Отець Гвоздик, відійшовши у небесне царство, залишив у селі дружину з двома дітьми. По його смерті на парафію направили отця Желкевича. Молодий і неодружений, він узявся до роботи. Священик Желкевич грав першу скрипку в селі, люди слухали його. Але попрацював отець у Винограді лише рік — його перевели на іншу парафію. А до Винограда направили отця Любовича, добре знаного в колі священиків. Але й він пробув тут лише рік.
Навесні 1921 р. до села приїжджає отець Микола Терлецький. Окрім відправ у церкві він спрямував зусилля на плідну діяльність громадських товариств, що діяли у Винограді, — сам почав ними керувати. І вони невдовзі стали найкращими серед товариств Виноградської волості. 1928-го, після семи років роботи у Винограді, отець Терлецький перейшов працювати на парафію в село Кобаки Косівського повіту. Спонукало його до цього ось яка обставина. 1925 р. громада села Острівця (за три км від Винограда) написала листа до єпископа Хомишина, що хоче відділитися від Виноградської парафії і створити окрему свою парафію. Єпископ дав дозвіл на це. Від Виноградської парафії відписали і 30 моргів виноградської землі. З цими діями єпископа Хомишина отець Терлецький не був згідний і попросився на службу в Кобаки.
До Винограда направляють 47-річного отця Мащака, який мав четверо дітей. Духовний пастир був слабкого здоров'я, але працьовитий. Крім виконання обов'язків священика він брав діяльну участь у громадському житті села. 1938 р. отець Мащак відійшов у потойбічний світ. Усім селом проводжали його в далеку дорогу на вічний спочинок. На місце отця Мащака Станіславська консисторія направила на парафію його племінника отця Казимира Клецана. Молодий, енергійний, він сподобався парафіянам Винограда, користувався великою їхньою симпатією. Отець любив своїх парафіян, ті любили його.
1939-го почалася Друга світова війна. Невдовзі у Виноград прийшли «червоні визволителі». Жителі села ще пам'ятають Великдень 1940 року. По Службі Божій, посвятивши паску, отець Казимир звернувся до парафіян: «Днями голова сільради за наказом районної влади забрав усі метричні книги, вести які було до цього часу компетенцією парафіяльного уряду. Мені заборонили реєструвати народження, шлюби і померлих. Але я звертаюся до вас: хто має Бога в серці, приходьте до мене. Я буду хрестити ваших новонароджених, вінчати молодих і хоронити померлих за нашими християнськими звичаями». Після цих скорботних слів усі присутні на посвяті пасок заплакали. Мовби велика громада передчувала, що наступають трагічні події, пов'язані з наступом комуністичної влади на церкву. Червоний терор глумився і над виноградським Божим храмом У 1941 р. НКВД заарештувало отця Клецана. По дорозі до Гвіздця його замордували, а тіло закопали в лісі. Виноградці добре пам'ятають отця. При в'їзді в село височить великий хрест, на якому написано «18.VI.1941 р. НКВД замордувало вірного сина України і мученика за віру Христову і волю України 28-річного отця УГКЦ Казимира Клецана». Встановленням пам'ятного хреста згадали покійного пароха через 53 роки.
Свої криваві жнива у Винограді енкаведисти почали з убивства священика. Іншими їхніми жертвами стали лікар Микола Демидюк, якого заарештували у м. Самборі на Львівщині, Василь Рогулько — його посадили за ґрати за те, що критикував колгоспну систему. За це ув'язнили і Дмитра Мазурака.

## Пам'ятки
В даний час в селі Виноград знаходиться багато архітектурних пам'яток. Першою з яких є могила, яка була насипана в 1991 р. На могилі є напис «Борцям за волю України!» Другою пам'яткою є пам'ятник односельцям, які загинули у Великій вітчизняній війні. І третім пам‘ятником є статуя білої матері з немовлям і книжкою в руках, як знак подяки односельчан жінці-просвітительниці.